# Judea Pearl
Judea Pearl (nascut el 1936) és un informàtic i filòsof nord-americà nascut a Israel, conegut pel seu enfocament probabilístic a la intel·ligència artificial i pel desenvolupament de xarxes bayesianes. També se'l reconeix per haver desenvolupat una teoria d'inferència causal i contrafactual basada en models estructurals. El 2011, va guanyar el Premi Turing, la distinció més alta de la informàtica, "per contribucions fonamentals a la intel·ligència artificial mitjançant el desenvolupament d'un càlcul per al raonament probabilístic i causal.
Judea Pearl és pare del periodista Daniel Pearl, que fou segrestat i assassinat al Pakistan per militants relacionats amb Al-Qaeda i el Front Islàmic Internacional el 2002 com a americà i jueu.

## Biografia
Judea Pearl va néixer a Tel-Aviv, Mandat Britànic de Palestina, el 1936 i va obtenir el grau d'Enginyeria Elèctrica al Technion l'any 1960. Aquell mateix any va anar als Estats Units, on va aconseguir un màster en Física per la Universitat Rutgers, i es va doctorar en enginyeria elèctrica a l'Institut Politècnic de Brooklyn el 1965. Va treballar als laboratoris de recerca de la RCA amb dispositius d'emmagatzemament superconductius, i a Electronic Memories, Inc. amb sistemes de memòria avançats. Quan els avenços en semiconductors van deixar obsolet el seu treball, va passar a l'Escola d'Enginyeria d'UCLA l'any 1970 i va començar a treballar en intel·ligència artificial probabilística.
Pearl és actualment professor d'informàtica i estadística i director del Laboratori de Sistemes Cognitius a UCLA. Amb la seva dona, Ruth, han tingut tres fills.
Sobre la seva religió, algunes informacions el descriuen com a jueu ateu. Està molt connectat amb les tradicions jueves com a la pregària diària, el tefillin, i el Kiddush els divendres a la nit. En una entrevista, deia que "intentava educar els nostres fills i viure d'acord amb Déu". Els seus escrits sobre moralitat es concentren en la claredat entre el bé i el mal. Creu que els jueus sempre han esperat un retorn a Israel, tal com expressen en cançons, pregàries, i festes.
Jonathan Sacks, un rabí emèrit, va explicar les creences de Judea Pearl en una lliçó sobre el judaisme: 'li vaig preguntar a Judea Pearl, pare del periodista assassinat Daniel Pearl, perquè treballava per la reconciliació dels jueus i els musulmans, i em va contestar amb una lucidesa que trencava el cor: "l'odi va matar el meu fill. Per tant, estic determinat a lluitar contra l'odi".'

## Assassinat de Daniel Pearl
El 2002, el seu fill, Daniel Pearl, periodista del Wall Street Journal fou segrestat i assassinat al Pakistan. Judea i altres membres de la seva família van crear la Daniel Pearl Foundation. El setè aniversari de la mort de Daniel, Judea va escriure un article al Wall Street Journal titulat Daniel Pearl i la normalització del Mal: Quan deixaran les nostres lluminàries d'excusar el terror?.